# Асламова, Дарья Михайловна
Да́рья Миха́йловна Асла́мова (род. 8 сентября 1969, Хабаровск) — советский и российский журналист, писательница, радиоведущая. Колумнист, специальный корреспондент газеты «Комсомольская правда». Автор книги «Приключения дрянной девчонки».

## Биография
Родилась 8 сентября 1969 в Хабаровске; в ряде сетевых источников ошибочно указаны дата (9 сентября) и место рождения (Ереван).
Отец — Михаил Феофанович Асламов, известный в Хабаровске поэт, председатель Хабаровского правления Союза писателей России. Родился в семье забайкальского казака-переселенца на станции Бира ныне Еврейской автономной области. В 1931 г. семья обосновалась на берегу залива Опричника в пос. Каменке ныне Дальнегорского района Приморского края.
Окончила факультет журналистики МГУ имени Ломоносова.
Работала военным корреспондентом газеты «Комсомольская правда» в «горячих точках» (Абхазия, Нагорный Карабах, Камбоджа, Осетия, Таджикистан, Югославия, Руанда, Чечня, Мали). Была в плену, чему посвятила серию репортажей. «Её излюбленная тема — война», отмечают коллеги.
Про неё пишут:
Её оружием стали весёлый нрав и лёгкое перо. То и другое, сослужили ей добрую службу при работе над «Записками дрянной девчонки», которые открыли новую страницу в теории и практике отечественной печати. В них жанр авантюрного романа пародийным образом переплетается с жанром политического (и не только политического) портрета, на котором изображены во весь рост деятели легко узнаваемые: Р. Хасбулатов, Н. Травкин, А. Абдулов и др.
В 1999 году принимала участие в выборах. Писатель Дмитрий Быков в газете «Московская комсомолка» тогда писал:
Насчет Асламовой все более-менее понятно: перед нами случай Охлобыстина в юбке, а чаще и без. Разница в том, что, в отличие от Ивана, Дарья пишет увлекательно, а пошлость её последовательна, стилеобразующа. Стиль — не что иное, как последовательность. Охлобыстин эклектичен, Даша упрямо и целенаправленно достигает высот безвкусия — и оттого читать её весело и приятно. Начинала она как очень хороший военный журналист, да и книги её написаны весело. После бурного начала Даша сходила замуж (типа как Иван в церковь), родила и захотела солидности. 
По итогам года получила премию «Серебряная калоша» в номинации «Звёзды без мандата».
В 1999 году — специальный корреспондент газеты «СПИД-инфо».
В 2003 году взяла интервью у Саддама Хусейна: единственная журналистка, удостоившаяся беседы. Впоследствии редакция газеты призналась в том, что это была первоапрельская шутка.
В начале 2011 года была четырежды арестована во время служебной командировки в Египет. Весной того же года записала беседу с Тьерри Мейсаном, в которой её собеседник утверждал, что «США готовили „цветную“ революцию в Египте по сценарию Грузии и Украины».
Летом 2012 года, в ходе поездки в районы Турции, граничные с сирийскими, нелегально пробралась в лагерь сирийских беженцев, где находятся и силы повстанцев по борьбе с сирийским президентом Асадом и взяла интервью у нескольких вождей восстания.
Спецкор газеты «Комсомольская правда» Дарья Асламова побывала в Хабаровске, на юбилее у отца (в день 85-летия М. Ф. Асламова) в 2014 году, показав свои награды: медаль ордена «За заслуги перед Отечеством» I степени и медаль «За возвращение Крыма».
С февраля 2016 года начала вести на радио «Комсомольская правда» передачу «Горячие точки с Дарьей Асламовой». В ней она рассказывает о своих командировках в места, где очень неспокойно: Курдистан, Ливия, Египет, Сирия, Ливан, Ирак, Нагорный Карабах и т. д. В сентябре 2017 года пограничная служба Молдовы отказалась впустить в страну Дарью Асламову, несмотря на то, что корреспондентка предъявила именное приглашение от Игоря Додона, который хотел дать ей интервью.
Полиция Косова в ночь с 6 на 7 августа 2022 года задержала журналистку на границе с Сербией по подозрению в шпионаже. После допроса была отпущена и отправилась в Сербию.
В 2023 году перешла на работу в «Правду. Ру» специальным корреспондентом издания.

## Семья
С 2005 года состоит в браке с журналистом из Хорватии Робертом Валдецем. Имеет дочь Софью от первого брака с предпринимателем Андреем Советовым (крёстная мать — Жанна Агалакова).

## Санкции
15 января 2023 года, из-за вторжения России на Украину, внесена в санкционный список Украины, предполагается блокировка активов на территории страны, приостановка выполнения экономических и финансовых обязательств, прекращение культурных обменов и сотрудничества, лишение украинских госнаград.